# Eupithecia violacea
Eupithecia violacea är en fjärilsart som beskrevs av András Vojnits 1981. Eupithecia violacea ingår i släktet Eupithecia och familjen mätare. Inga underarter finns listade i Catalogue of Life.